# King Rising 3
Série
King Rising 2 : Les Deux Mondes
(2011)
Pour plus de détails, voir Fiche technique et Distribution.
King Rising 3 (In the Name of the King 3: The Last Mission) est un film germano-canado-pakistanais de Uwe Boll, sorti directement en vidéo en 2014.

## Synopsis
Un tueur à gage nommé Hazen Kaine est envoyé au Moyen Âge par une amulette étrange. Avec l'aide des deux sœurs guerrières du village, Arabella et Emeline, il doit affronter le roi Tervin, un horrible tyran.

## Fiche technique
- Titre original : In the Name of the King 3: The Last Mission
- Titre français : King Rising 3
- Réalisation : Uwe Boll
- Scénario : Joel Ross, d'après une histoire de Joel Ross
- Musique : Jessica de Rooij
- Direction artistique : Emil Gigov
- Décors : Kes Bonnet
- Costumes : Burya Stefanova
- Photographie : Mathias Neumann
- Son : Matthias Schwab, Wolfgang Herold, Max Wanko
- Montage : Thomas Sabinsky
- Production : Dan Clarke

Production déléguée : Uwe Boll, Tatyana Pedersen, Dessy Sims
Production associée : Gary Otto, Jonathan Shore, Ben Woodiwiss, Andreas Grünberg et Alex Shaida
- Sociétés de production[1] :
  - Allemagne : BOLU Filmproduktion und - verleih GmbH
  - Canada : avec la participation de Event Film Distribution
  - Pakistan : en association avec ICE Animations
- Sociétés de distribution :
  -  Mondial : Event Film Distribution (Tous médias)
  - Allemagne : Splendid Film (DVD et Blu-Ray)
  - Pakistan : Tanweer Films (Tous médias)
- Budget : 3,5 millions de $ (estimation)[2]
- Pays d'origine :  Canada,  Allemagne,  Pakistan
- Langue originale : anglais
- Format[3] : couleur - 35 mm - 1,78:1 (Widescreen) (16:9) - son Dolby Digital
- Genre : Action, aventure et fantasy
- Durée : 86 minutes
- Dates de sortie[4] :
  - Allemagne : 28 février 2014 (sortie directement en DVD et Blu-ray)
  - Canada : n/a
  - Pakistan : n/a
  - France : n/a
- Classification[5] :
  -  Allemagne : Interdit aux moins de 16 ans (FSK 16).
  -  France : Interdit aux moins de 12 ans.

## Distribution
- Dominic Purcell (VF : Éric Aubrahn) : Hazen Kaine
- Ralitsa Paskaleva : Arabella
- Daria Simeonova : Emeline
- Petra Gocheva : Sophie
- Marina Dakova : Alys
- Bashar Rahal : Ulrich
- Nikolai Sotirov : Tybalt
- Marian Valev : Tervin / Ayavlo
- Tsvotoluyb Itlev : Alekandar
- Fahradin Fahradinov : un soldat
- Shelly Varod : Ana
- Yavor Vasellnov : un vigile
- Joan Mihailov : un môme
- Tatyana Pedersen : une femme
- Ivo Tonchev : soldat blessé
- Valentin Balabanov : Kardam
- Stefan Spassov : Andon Rakovski
- Anatoli Netchev : un garde de Rakovski

 Source et légende : version française (VF) sur RS Doublage